# Таволжанка (Ульяновская область)
Таволжанка— село в Карсунском районе Ульяновской области, входит в состав Карсунского городского поселения.

## География
Находится на реке Барыш, на расстоянии менее 2 километров на юго-восток от районного центра поселка Карсун.

## История
Основано в 1672 году как Таволжанская слобода выборного полка солдат.  
Часовня была построена в 1677 году.   
В 1685 году в Товолжанской слободе была построена первая деревянная церковь во имя Сергия Радонежского чудотворца.  
При создании Симбирского наместничества в 1780 году, село Таволжанка, при реке Барыш, помещичьих крестьян, экономических крестьян, пахотных солдат, из Синбирского уезда вошла в состав Карсунского уезда.  
27.12.1860 года в селе Таволжанке Корсунского уезда было открыто мужское начальное народное училище.  
Новый деревянный храм — трапеза и колокольня построены в 1865 году, а главная часть — в 1892 г. на пожертвования благотворителей. Престолов в нём два: главный — во имя преп. Сергия Радонежского Чудотворца и в трапезном приделе — в честь Рождества Христова.  
В 1913 году в селе было 507 дворов, 1592 жителей, Сергиевская православная церковь, школа.  
В 1990-е годы центр СПК «Красное Знамя». 

## Население
Население составляло: прихожан на 1900 г. в 433 дворах жило: 1201 м. и 1307 ж.; 883 человека в 2002 году (русские 98%), 948 по переписи 2010 года.

## Инфраструктура
Школа, клуб, библиотека, детский сад, медпункт, отделение связи. Действует храм Преподобного Сергия Радонежского, в котором, в 1989—1993 годах, исполнял послушания алтарника и чтеца священнослужитель Диодор (Исаев).